# Улица Рюйтли (Таллин)
Улица Рю́йтли (эст. Rüütli tänav, Рыцарская ул., нем. Ritterstraße) — улица в историческом районе Старый город Таллина (Эстония), от улицы Ратаскаэву до улицы Харью. Протяжённость — 287 метров.

## История
На этих землях находилась германская колония, образованная в 1230 году 200 семействами германских купцов-переселенцев. В середине XIII века здесь была возведена церковь Нигулисте.

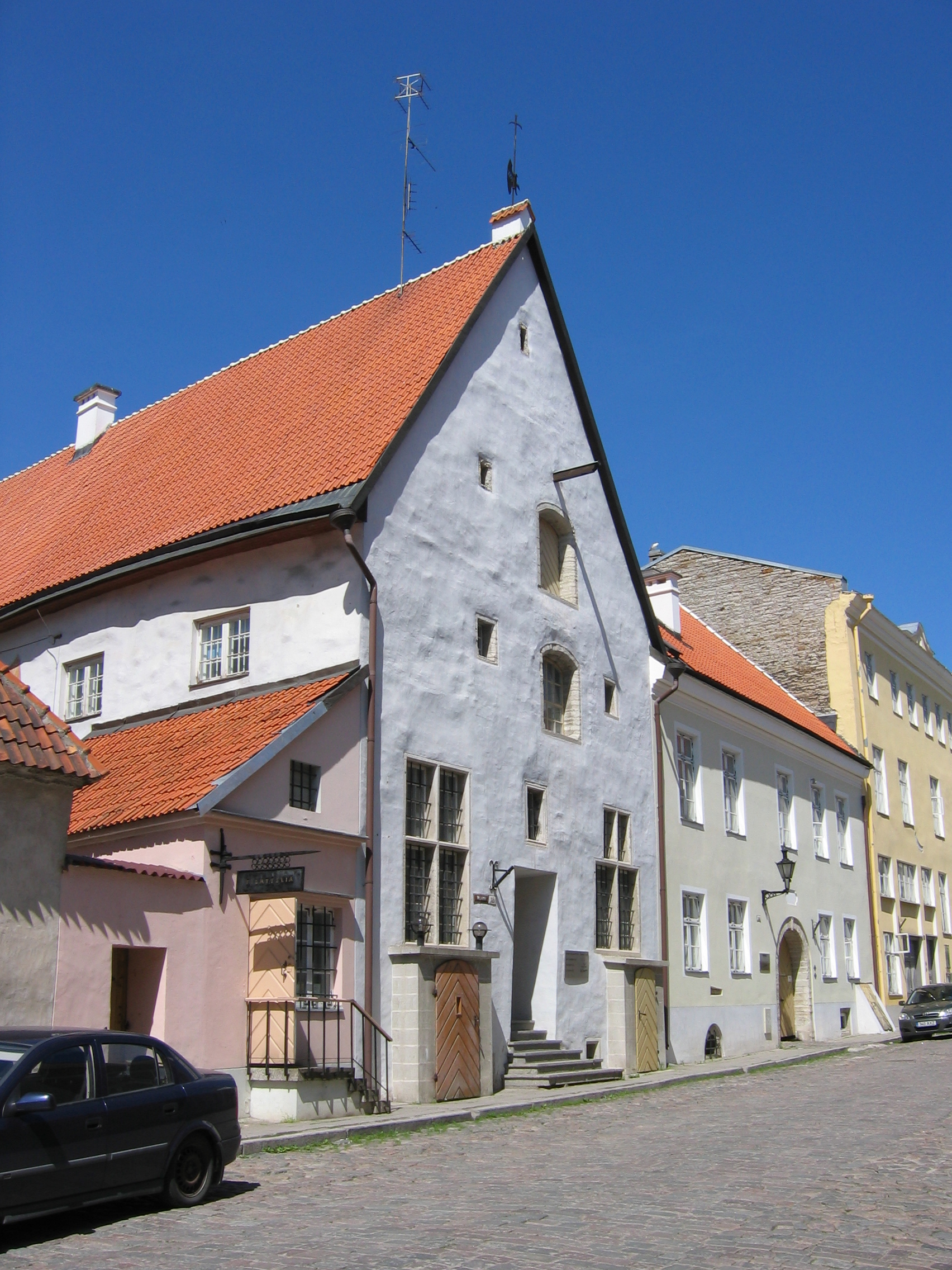
Дом 18

За домами 6-10 по улице прежде располагался переведённый сюда в 1372 году литейный двор (Маршталл). Здесь в семье извозчика родился Бальтазар Руссов (около 1540—1600) — первый священнослужитель-эстонец, пастор церкви Олевисте и автор «Хроники провинции Ливонии».
В литейной мастерской, работавшей с конца XIV века до 1871 года, отливали колокола. Здесь же располагались оружейные мастерские, а рядом тюремное помещение — Юнкерская камера в башне Таллиторн.
На улице жил городской палач.
На улице работала известная в городе общественная баня (баня Болемана) — дом 20, впервые упомянутая в 1387 году. В 1531 году на улице была открыта богадельня (дом 9).
На русских дореволюционных картах улицы указывалась как Рыцарская.
С 1950 по 1987 год улица была объединена с улицей Ратаскаэву под общим названием — Ратаскаэву (эст. Rataskaevu tänav).

## Застройка

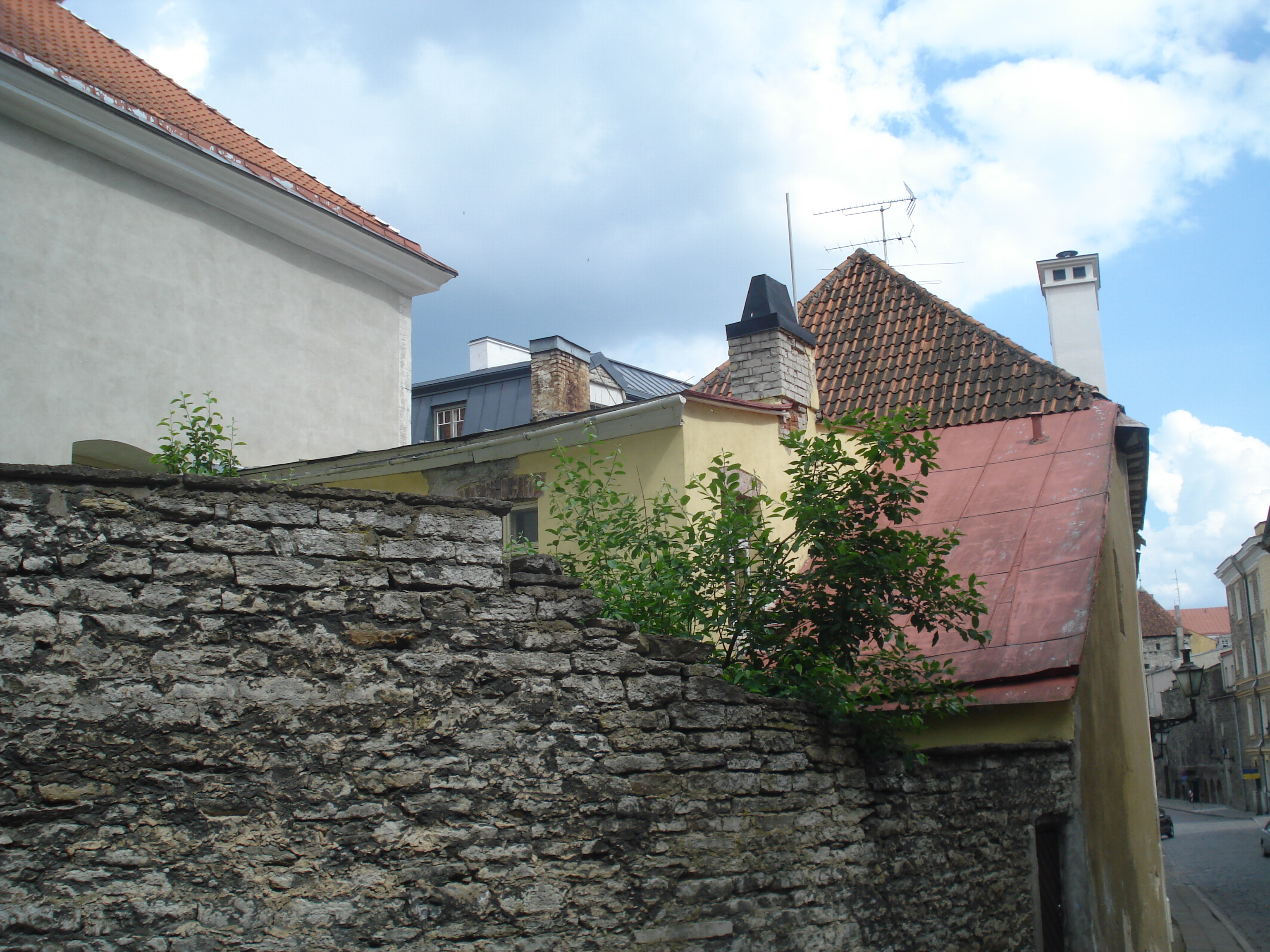
Бывшая башня Китсе

Застройка улицы относится к XV—XX векам. Главной достопримечательностью улицы является церковь Нигулисте (имеет регистровый адрес улица Нигулисте 3).
- Дом 9 — Шведская церковь Святого Михаила.
- Дом 11 — башня Китсе.
- Дом 12 — жилой дом (XV век).
- Дом 12а —  жилой дом (XV век).

Во дворе дома 18 в средние века жил городской палач.

## Улица в кинематографе
На улице снят ряд эпизодов фильма «Приключения жёлтого чемоданчика» — по ней в начале фильма бегут дети, запускающие змея (видны дома 12 и 12а, по-видимому, съёмка производилась с церкви Нигулисте).
По улице идут, подходя к ресторану «Must Kass», в 5-й серии фильма «Вариант «Омега»» капитан Пауль Кригер (Олег Даль) и Лотта Фишбах, за их спинами хорошо видны со своими остроконечными крышами средневековые дома 10, 12 и 12а, сам ресторан расположен в доме чуть дальше, современный адрес — ул. Ратаскаэву, 20.